# Malleola honhoffii
Malleola honhoffii là một loài thực vật có hoa trong họ Lan. Loài này được Schuit. & A.Vogel mô tả khoa học đầu tiên năm 2007.